# Avenue André Drouart

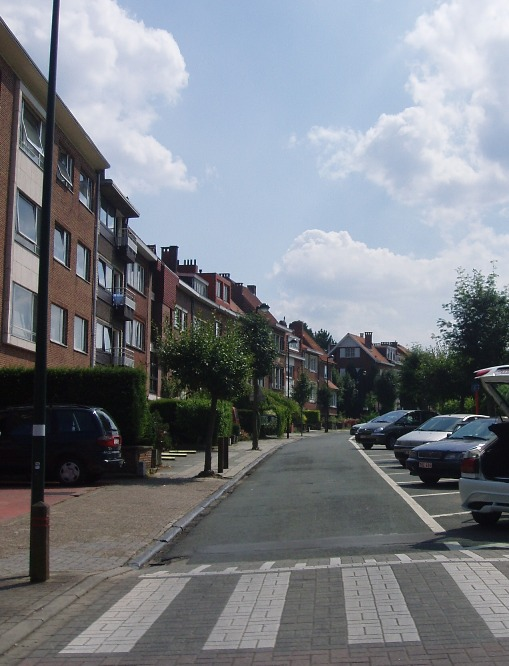

Pour les articles homonymes, voir André Drouart (homonymie).
L'avenue André Drouart est une rue bruxelloise de la commune d'Auderghem entre Delta et le boulevard des Invalides
Elle est longue d'environ 210 mètres.

## Historique
Le 28 novembre 1947, le collège a décidé de dénommer avenue André Drouart, mort pour la Patrie, la nouvelle artère créée au boulevard des Invalides, en prolongement de la rue Guillaume Demuylder, vers le Pont de Belle-Vue.
- L'Association des Industriels de Belgique (A.I.B.) y éleva les premières constructions. Elle prit possession de ses bureaux et laboratoires le 26 octobre 1949. Ces bâtiments seront détruits et remplacés par des immeubles à appartements au début du XXIe siècle.

## Situation et accès
| ___ | Ce site est desservi par la station de métro : Delta. |